# هیسایوشی هاراساوا
هیسایوشی هاراساوا (انگلیسی: Hisayoshi Harasawa؛ زادهٔ ۳ ژوئیهٔ ۱۹۹۲) جودوکار اهل ژاپن است.
وی در مسابقات کشوری و بین‌المللی در مجموع برندهٔ ۳ مدال طلا، ۲ مدال نقره، ۱ مدال برنز شده‌است.